# Celtic Woman
Celtic Woman es un conjunto musical irlandés compuesto actualmente por las vocalistas Muirgen O'Mahony, Máiread Carlín, Emma Warren y la violinista Tara McNeill. El rango del repertorio del grupo va desde la tradicional música celta y folk a canciones populares.

## Antecedentes
Los fundamentos de la popularidad de la música celta fuera de Irlanda y Europa fueron asentados por artistas como Enya, Loreena McKennitt y Clannad, así como los espectáculos musicales Riverdance y Lord of the Dance. Con esta idea se hace referencia de Celtic Woman como el "Riverdance vocal".

## Integrantes
| Integrantes         | Período de Actividad                      |
| ------------------- | ----------------------------------------- |
| Lisa Lambe          | - 2010 — 2014 - 2024                      |
| Emma Warren         | - 2023 — Presente                         |
| Máiréad Carlin      | - 2014 — 2021 - 2023 — Presente           |
| Muirgen O'Mahony    | - 2021 — Presente                         |
| Tara McNeill        | - 2016 — Presente                         |
| Méav Ní Mhaolchatha | - 2004 — 2007 - 2012 - 2015 — 2016 - 2023 |
| Máiréad Nesbitt     | - 2004 — 2016 - 2023                      |
| Chloë Agnew         | - 2004 — 2014 - 2020 — 2022 - 2023        |
| Lisa Kelly          | - 2004 — 2011 - 2023                      |
| Susan McFadden      | - 2012 — 2018 - 2020 — 2022               |
| Lynn Hilary         | - 2007 — 2011 - 2014 — 2015               |
| Alex Sharpe         | - 2008 — 2010 - 2015                      |
| Hannah Traynor      | - 2022                                    |
| Éabha McMahon       | - 2015 — 2019                             |
| Megan Walsh         | - 2018 — 2022                             |
| Órla Fallon         | - 2004 — 2009                             |
| Hayley Westenra     | - 2007                                    |
| Deirdre Shannon     | - 2005                                    |

## Formación

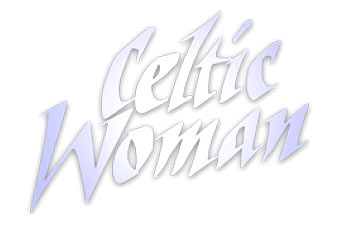
Logo oficial de la agrupación desde 2005 hasta 2015

Su historia comienza con el proyecto en conjunto de David Downes y Sharon Browne para crear un destacado espectáculo musical de una sola noche llamado Celtic Woman. Downes, por el hecho de ser un destacado productor musical, presenció grandes talentos de los cuales seleccionó rigurosamente a los que formarían parte de este prospecto artístico. En esta difícil misión, la primera chica en ser elegida por sus grandes aptitudes artísticas fue Chloë Agnew, con quien colaboró en distintas producciones musicales, entre ellas la elaboración de su primer álbum musical llamado Chloë de 2002. Agnew ha sido la vocalista más joven del conjunto integrándose en sus inicios con tan solo 15 años. Posteriormente la violinista Máiréad Nesbitt fue la segunda en confirmar su participación en el espectáculo. En el caso de ella fue Downes quien ayudó en la producción de su primer álbum, Raining Up, de 2001. Seguidamente fue Méav Ní Mhaolchatha quien aceptó esta gran iniciativa, que por sus grandes aptitudes vocales fue uno de los principales objetivos de Downes. Al final de su búsqueda, casi por azar, Lisa Kelly formó parte del conjunto, quien por razones de agenda aceptó por tener cupo entre ese período al no participar en la gira estadounidense de Riverdance. Ya casi completa la agrupación, fue Órla Fallon quien ofreció un toque distintivo al cuarteto recién formado. Fallon, aprovechando esa prometedora oportunidad, envió un demo de su música a Downes, quien la aceptó inmediatamente por su facultades musicales en voz y arpa.

## Inicios, Consagración y Trayectoria

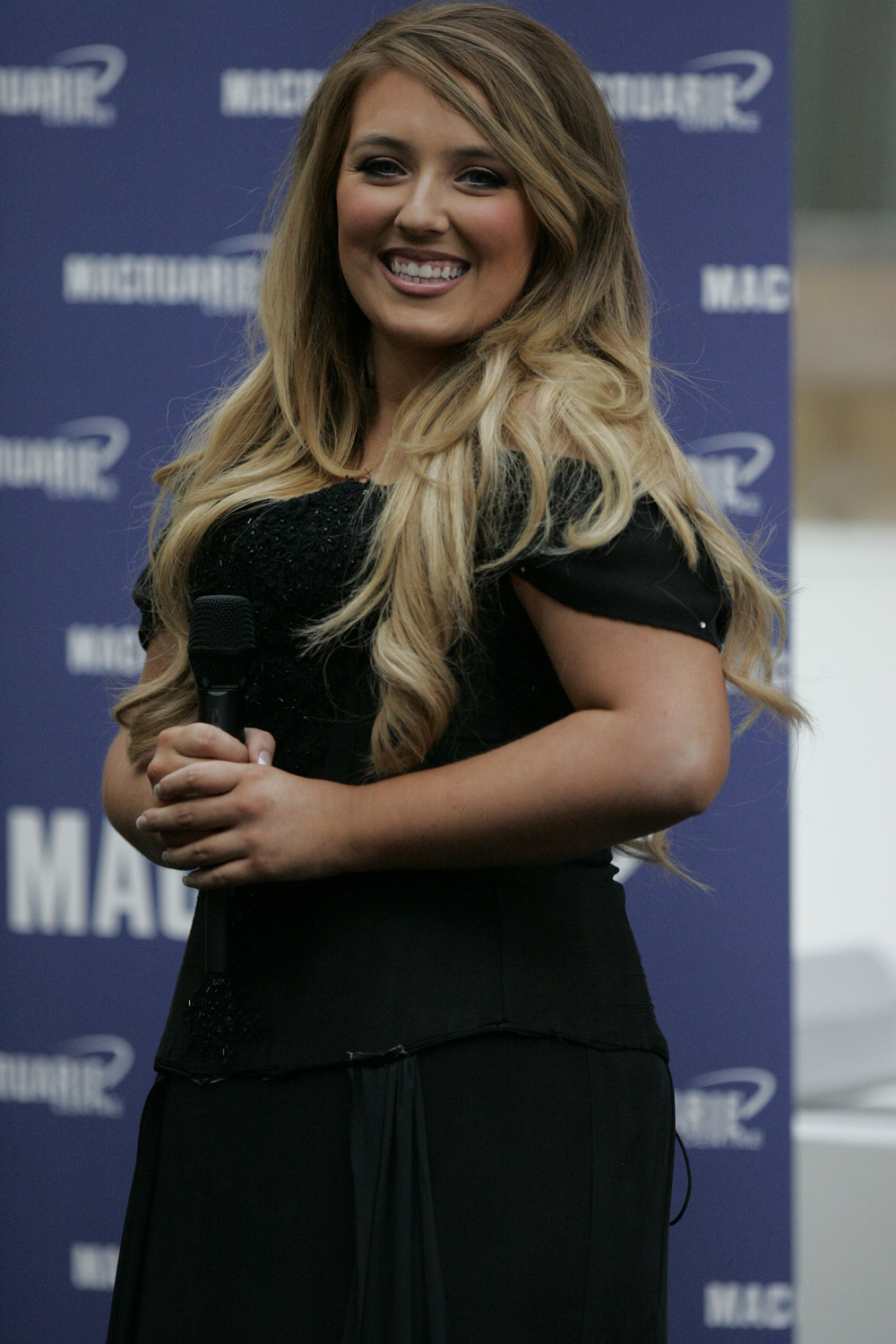
Chloë Agnew

La agrupación graba su primer concierto el 15 de septiembre de 2004 para la cadena de televisión PBS en el Teatro Helix en Dublín, Irlanda con el aforo lleno. Esta presentación fue organizada por la productora Sharon Browne, el directivo y CEO Dave Kavanagh y el director musical y compositor David Downes. Esta presentación fue la primera trasmisión en PBS durante marzo de 2005 para los Estados Unidos, en ese mismo mes el grupo lanzó su álbum debut homónimo «Celtic Woman» alcanzando el primer lugar en las listas del Billboard de Música Mundial, y rompiendo finalmente récords de permanencia el 22 de julio de 2006 por permanecer como número uno durante 68 semanas y obtener esa posición por 81 semanas en total. Mucho del éxito del grupo en América se ha acreditado a la extensa campaña de publicidad de PBS durante 2005. La presentación en vivo en el Helix fue lanzada en DVD junto al álbum de estudio. Un lanzamiento especial fue publicado a mediados de 2005; un álbum tipo EP llamado Live EP, que contiene cuatro temas en vivo del concierto que no aparecieron en el álbum debut.
El 3 de octubre de 2006 se publica su segundo álbum de estudio, A Christmas Celebration, al tiempo del lanzamiento de su segundo disco, su primer álbum aún estaba en el segundo lugar de las listas de World Music. «A Christmas Celebration» fue el segundo éxito del grupo después de su álbum homónimo. El disco se caracteriza por un ambiente muy acorde con la temporada, evocando la alegría de la festividad por medio de las magistrales voces de las intérpretes de la época. Como una continuación o secuela de este disco se denominaría a su segundo álbum navideño oficial «Home for Christmas» de 2012.

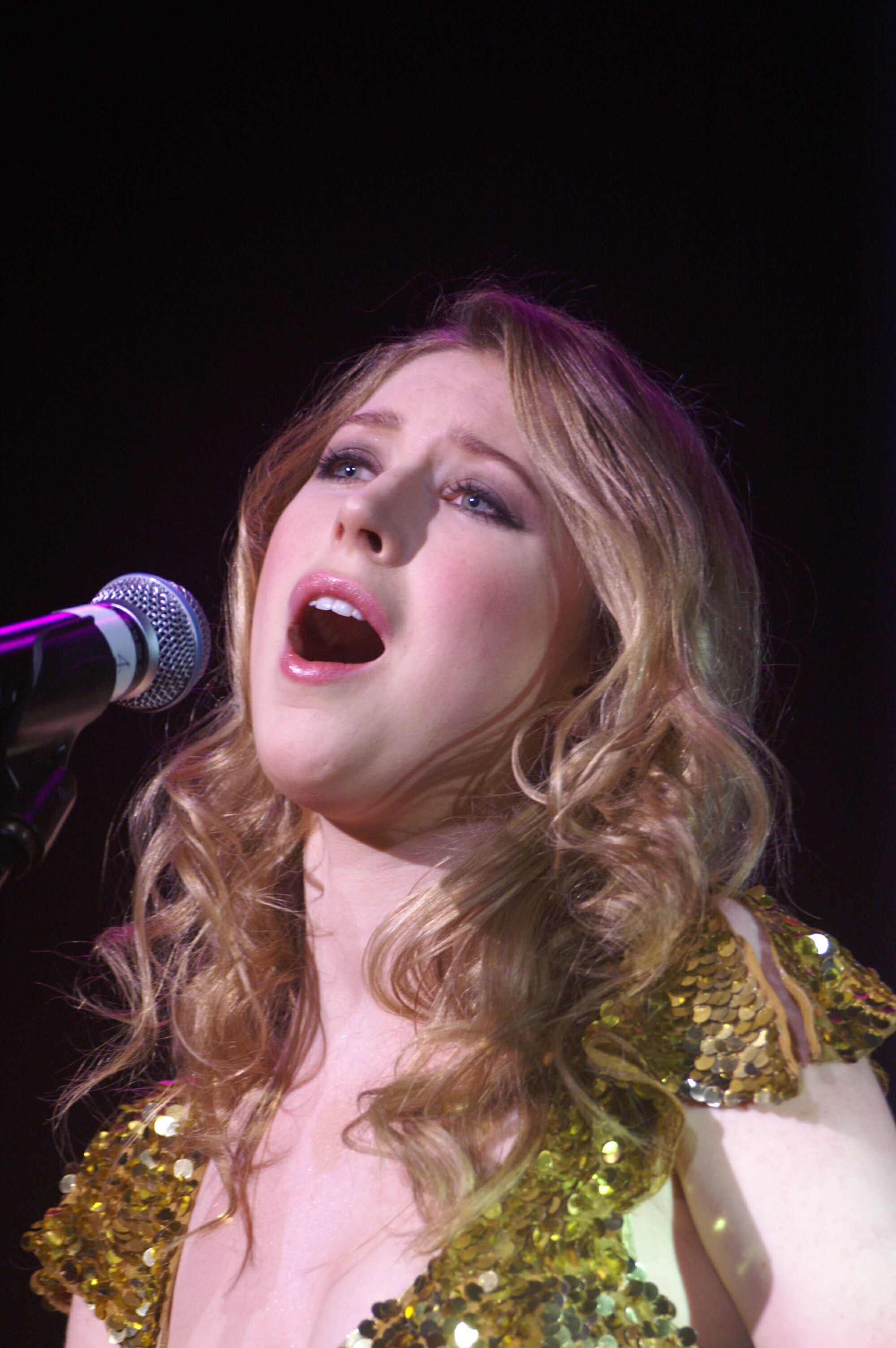
Hayley Westenra

En preparación para su tercer disco, Celtic Woman se presentó en el Castillo de Slane en el Condado de Meath, Irlanda, el 23 y 24 de agosto de 2006 dando a conocer a su nueva integrante, la destacada soprano neozelandesa Hayley Westenra, esta presentación llamada Celtic Woman: A New Journey – Live at Slane Castle, Ireland fue transmitida por PBS en diciembre de 2006. El álbum de estudio titulado «A New Journey», fue lanzado el 30 de enero de 2007 y, al igual que sucedió con su primer disco, la presentación en vivo fue lanzada en DVD simultáneamente. Este álbum inmediatamente se posicionó en la lista Billboard 200 como número #4 y en las listas de World Music como número #1, desplazando a sus dos discos previos y asegurando las tres primeras posiciones de la lista para la exitosa agrupación. Al dar por finalizada la primera etapa de la gira musical respectiva a este álbum, Hayley Westenra abandonó el conjunto para así continuar con su ya establecida y exitosa carrera como solista. Posteriormente Westenra publicó el álbum Treasure el cual, en su edición irlandesa llamada «Celtic Treasure», interpreta la pieza The Last Rose of Summer a dueto con la soprano Méav Ní Mhaolchatha, el mismo tema y versión apareció previamente en «A New Journey».

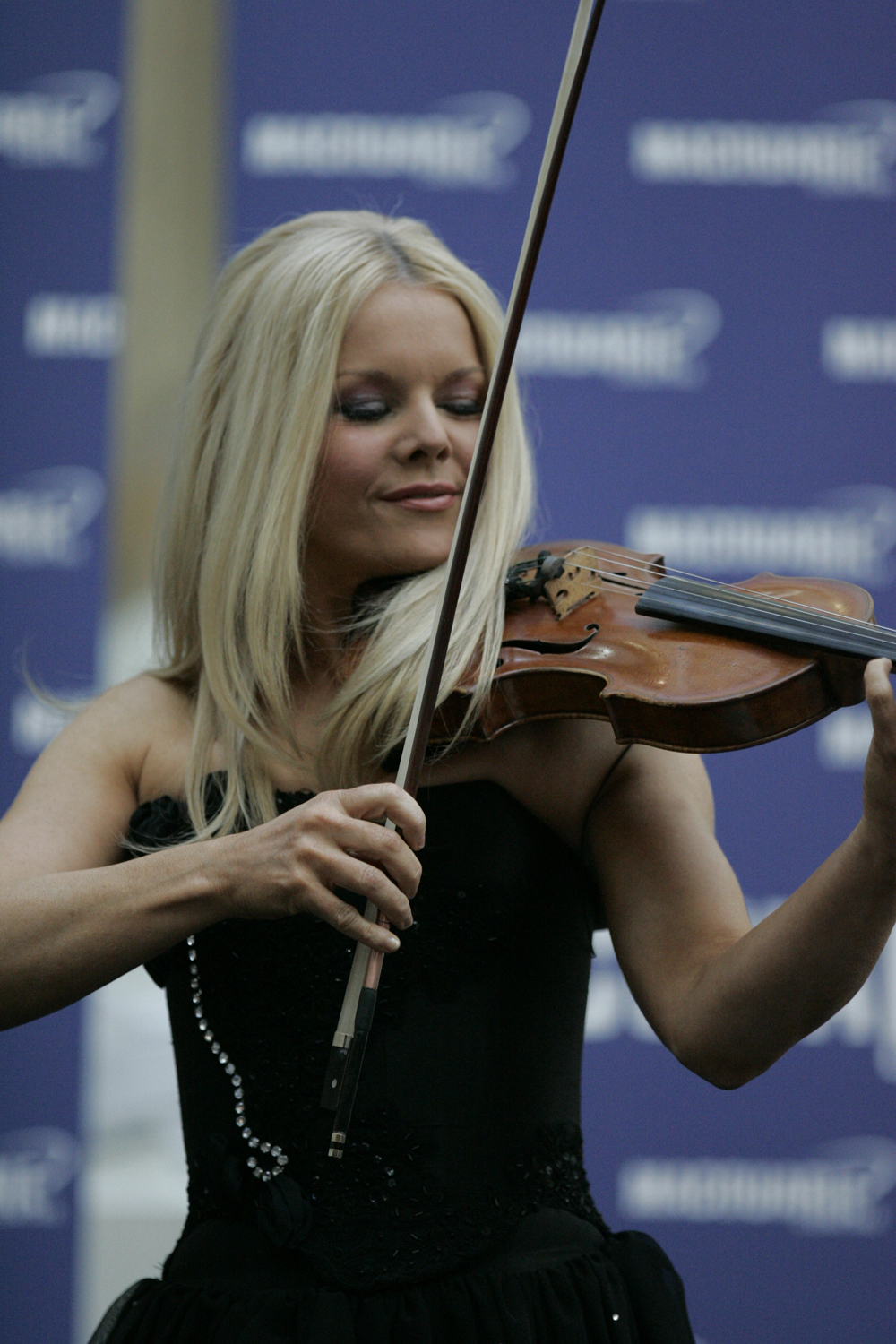
Máiréad Nesbitt

En respuesta a la asombrosa popularidad de su presentación en el castillo Slane en 2006, el 7 de diciembre de 2007 PBS transmitió un concierto especial de Celtic Woman, esta vez y nuevamente, presentándose en el Teatro Helix de Dublín. En esta presentación, llevada a cabo el 8 de octubre del mismo año, la agrupación interpretó canciones de su segundo disco, A Christmas Celebration. Pero esta performance se consideraría como la última aparición de Ní Mhaolchatha en la agrupación antes de su reincorporación en 2012. El DVD de este concierto fue publicado a finales de 2007 y comienzos de 2008.
«The Greatest Journey: Essential Collection» forma parte de la discografía como la cuarta entrega de la agrupación. Esta producción, estrenada en octubre de 2008, se clasificaría como un disco recopilatorio por contener temas ya expuestos en sus trabajos anteriores, pero a la vez califica como producción de estudio, ya que cada pista es una reedición de algunos connotados temas, además posee nuevas versiones y dos canciones nuevas en el repertorio del grupo; estas son The Call y Pie Jesu. En esta oportunidad la cantante Lynn Hilary se une al grupo en reemplazo de Ní Mhaolchatha. El DVD «The Greatest Journey» posee un compilado de diversos temas presentados en los conciertos Celtic Woman: The Show y A New Journey, además de un documental titulado The Story So Far; una producción de 55 minutos que sigue la trayectoria del grupo hasta 2007. Ese mismo año presentaron a su nueva integrante, la cantante irlandesa Alex Sharpe, quien reemplazaría temporalmente a Lisa Kelly, quien dejaría al grupo por su embarazo.
En 2009 comenzaron una nueva gira musical por Norteamérica, Europa y Australia llamada Isle Of Hope. Antes de comenzar este nuevo tour, la vocalista Órla Fallon anunció su decisión de abandonar la agrupación para dedicarse enteramente a su carrera en solitario, en reemplado la cantante Alex Sharpe tomó su lugar de forma permanente, ya que Lisa Kelly regresaría al conjunto después de pasar por su período postnatal.

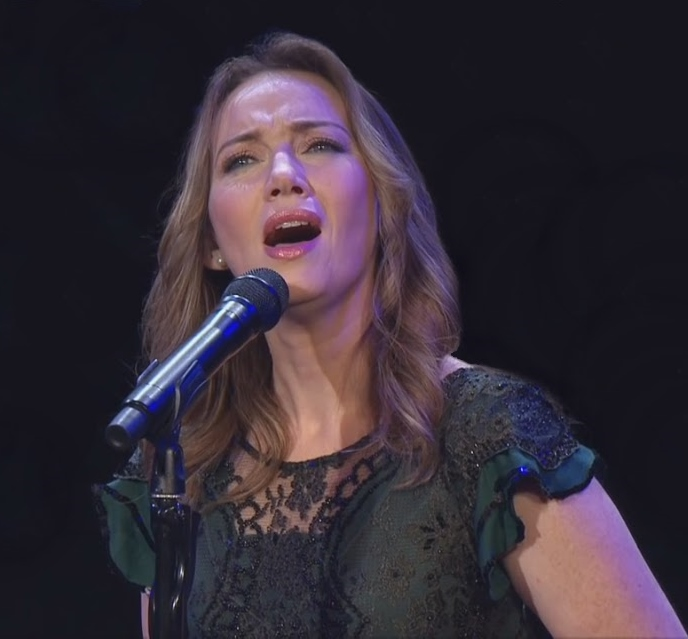
Alex Sharpe

Songs From The Heart es el quinto álbum de estudio del grupo, se publicó el 26 de enero de 2010.
El grupo recorrió los Estados Unidos de América de febrero a mayo de 2010 en su gira: "Celtic Woman North American Tour". En mayo de 2010, Sharpe anunció que se retiraría de Celtic Woman para estar con su familia a tiempo completo. En noviembre de ese mismo año y después de que la gira australiana del grupo finalizara, se anunció que la vocalista Lynn Hilary dejaría el grupo para volver a su casa y su vida en Irlanda; en sustitución de Lynn, la cantante Lisa Lambe se unió al grupo.
El 15 de febrero de 2011 se publica un nuevo álbum de estudio, Lullaby. Este lanzamiento está inspirado por y destinado evocar la magia de las clásicas películas infantiles y familiares como Pinocho o Mary Poppins. El álbum fue grabado a mediados del primer semestre de 2010. Al igual que su cuarto álbum, The Greatest Journey, «Lullaby» es un álbum “híbrido”; por una parte contiene nuevas grabaciones y también temas ya conocidos.
Casi en la finalización de la última etapa de la gira por Songs from the Heart las chicas se preparan para sorprender con una renovada y espontánea performance; el 7 de septiembre de 2011 graban el especial de PBS Celtic Woman: Believe. 
Believe se publicó oficialmente el 24 de enero de 2012. Este álbum es una destacada producción del conjunto, el nuevo, espontáneo e imponente estilo que presenta el álbum muestra una nueva faceta de las chicas. Believe contiene nuevos temas de diversos artistas como Follow On de Paul Brady, A Spaceman Came Travelling de Chris de Burgh y Nocturne de Secret Garden.
La versión alemana contiene el tema I'm Counting on You, que es interpretado conjuntamente por las chicas y el cantante Chris de Burgh. Esta canción es la primera grabación oficial en la que participa la nueva vocalista Susan McFadden, integrada el 5 de enero e ese mismo año. En este nuevo lanzamiento se destaca el tema tradicional Téir Abhaile Riú, el cual interpretan con gran júbilo y alegría. También en marzo del mismo año lanzan un álbum recopilatorio exclusivamente para Estados Unidos llamado Irish Songs. Actualmente este lanzamiento es incluido en algunas ofertas publicadas en su sitio web.
A finales de 2012 se publica su octavo álbum de estudio, Home for Christmas: es el segundo álbum navideño oficial de la agrupación, el cual ha conseguido el mismo éxito de su otra producción A Christmas Celebration de 2006. Para esta nueva publicación se reintegra la cantante Méav Ní Mhaolchatha quien también participó en el concierto navideño correspondiente a esta producción. En la misma fecha de publicación se lanzó «Silent Night; un álbum que se podría describir como un recopilatorio ya que incorpora temas de su primer álbum navideño A Christmas Celebration y The Greatest Journey pero sin reeditarlo. Además incluye una nueva canción llamada The Light Of Christmas Morn. Al dar por finalizada la gira sinfónica Ní Mhaolchatha abandonó el grupo, quedando solamente Agnew, Lambe, McFadden y Nesbitt.
En agosto de 2013 Chloë Agnew se retiró del grupo para dedicarse a su carrera en solitario. Días más tarde se anunció que la reemplazante de Agnew sería la cantante Máiréad Carlin, primera integrante proveniente de Irlanda del Norte. Posteriormente Lynn Hilary se uniría al grupo para comenzar la gira The Emerald Tour.
El 25 de febrero de 2014 se estrena el álbum Emerald - Musical Gems, que incluye temas extraídos e interpretados nuevamente por las vocalistas Chloë Agnew, Lisa Lambe, Susan McFadden y Máiréad Nesbitt. Incorpora temas como Dúlaman y Téir Abhaile Riú, entre otros clásicos. La grabación del concierto fue el 9 de abril de 2013, en medio de su gira World Tour.
El 21 de octubre de 2014 se publica el nuevo álbum tipo EP en vivo llamado O Christmas Tree; un disco navideño que presenta seis temas exclusivos extraídos de su concierto Home for Christmas en el Teatro Helix en 2012. El lanzamiento fue exclusivo para las tiendas Target.
A inicios de 2015, con motivo de su décimo aniversario desde la formación de CW se compila y edita el primer álbum recopilatorio del grupo, The Best Of Celtic Woman, que incluye temas de cada una de las integrantes del conjunto a excepción de Máiréad Carlin y Deirdre Shannon quienes no fueron partícipes de una grabación de estudio.
Como una secuela de este disco, el primero de junio del mismo año se lanza el álbum Celtic Woman Presents Solo, un miniálbum recopilatorio. Al contrario de la primera recopilación este disco posee grabaciones en solitario de las chicas extraídas de sus primeros trabajos independientes.
Llega julio de 2015 y se publica oficialmente en formato digital y físico la primera colección de Celtic Woman, Decade. Contiene 60 temas divididos en cuatro discos llamados respectivamente The Songs, The Show, The Traditions y The Classics respectivamente.

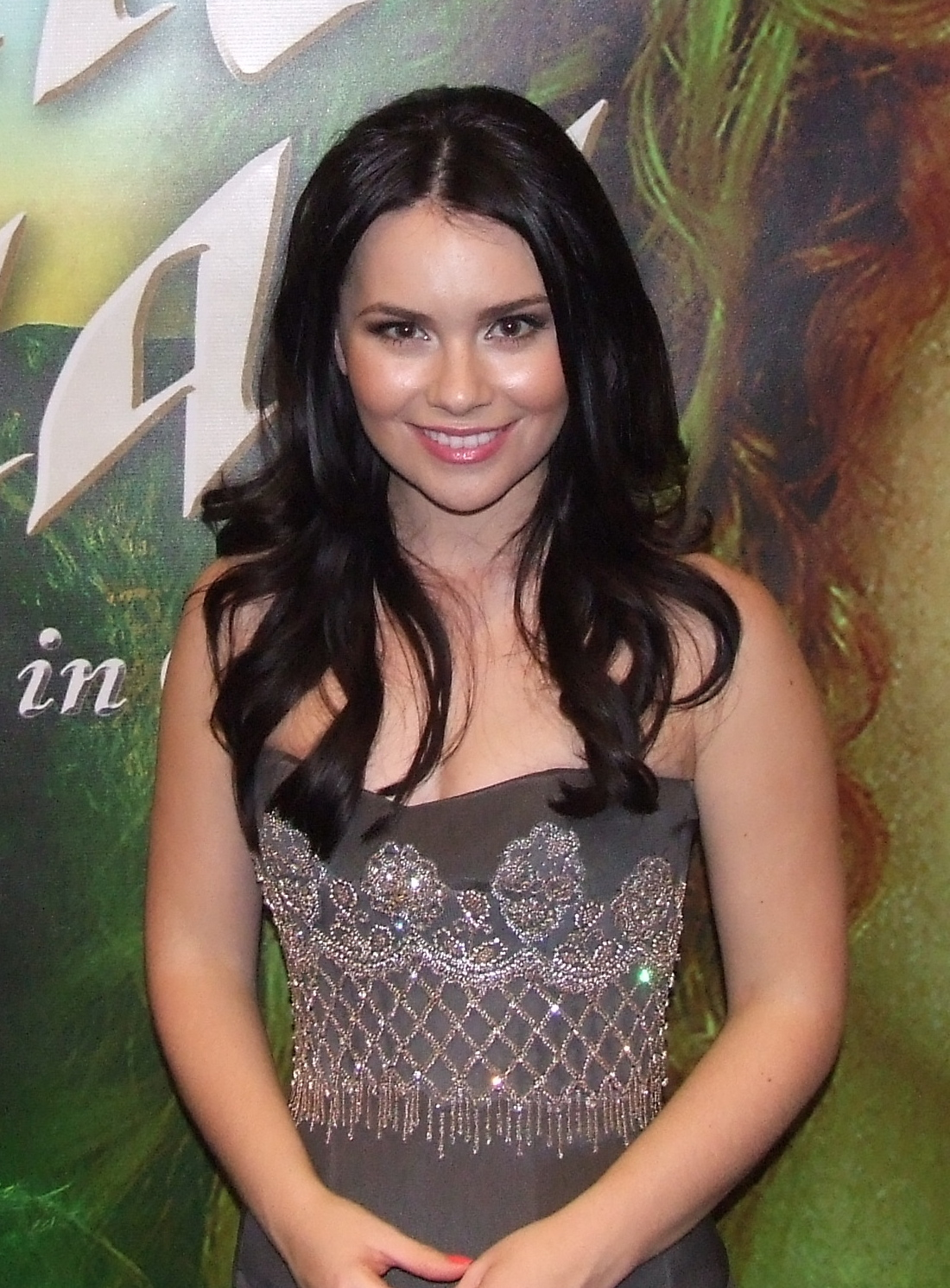
Máiréad Carlin

El 13 de agosto graban su nuevo especial de PBS, Celtic Woman: Destiny. El concierto fue grabado en la Mansion House en Dublín, Irlanda. Para esta nueva performance se integró la cantante Éabha McMahon y se reintegró Ní Mhaolchatha como invitada especial del concierto. La primera transmisión del concierto se dio en diciembre de 2015 por PBS.
Como un lanzamiento totalmente especial, el 23 de octubre de 2015 se publica en Alemania una edición prematura de lo que será su décimo álbum de estudio, Destiny. En este nuevo trabajo participan oficialmente las nuevas integrantes Máiréad Carlin y Éabha McMahon, además posee una participación especial de la cantante alemana Oonagh en el tema Tir Na nÓg y de la soprano Méav Ní Mhaolchatha en el tema Óró Sé do Bheatha ‘Bhaile. La edición internacional oficial se publicó el 15 de enero de 2016.
Posteriormente el 6 de noviembre de 2015 publican en formato digital un nuevo álbum recopilatorio navideño llamado «Celtic Woman: Christmas».
El 28 de julio de 2016 anunciaron la producción de un nuevo proyecto de grabación, días más tarde, el 7 de agosto, anunciaron la partida temporal de la violinista Máiréad Nesbitt, quien dejaría el conjunto para dedicarse a tiempo completo en sus proyectos independientes, como la producción de su álbum Hibernia. En reemplazo de la destacada violinista se da a conocer que llegaría la violinista Tara McNeill. El debut oficial de la nueva violinista fue en sus conciertos en Sudáfrica en septiembre de 2016, en Corea del Sur y China entre octubre y noviembre de 2016 –todo esto en el marco de la última etapa de su gira Destiny World Tour 2016, y finalmente en la producción del nuevo álbum del grupo.
En septiembre de 2016 anuncian su nuevo disco Voices of Angels. Este nuevo trabajo discográfico incorpora reediciones de destacados temas de su repertorio a lo largo de los años, así también presenta seis nuevos temas inéditos. La publicación oficial en Norteamérica y el Reino Unido fue el 18 de noviembre de ese mismo año, mientras que la publicación europea se llevó a cabo el 7 de abril de 2017. La gira musical correspondiente llamada Voices of Angels 2017 Tour se llevó a cabo desde marzo a noviembre de 2017.
En 2018 sacan su álbum Ancient Land, estrenando una versión de luxe que incluye más temas al siguiente año. En 2019 y después de 7 años desde Home for Christmas, vuelven a estrenar disco de Navidad con The magic of Christmas.
En 2020 celebran sus 15 años con un álbum recopilatorio, Celebration. El tour fue cancelado debido a la crisis del covid. 
En 2021 estrenaron su último álbum, Postcards from Ireland, el primero sin la vocalista Mairéad Carlin desde Destiny y el primero con la cantante Muirgen O'Mahoney. Al año siguiente salió un EP que incluía cuatro canciones de Navidad bajo el nombre "Christmas Postcards from Ireland".

## Giras

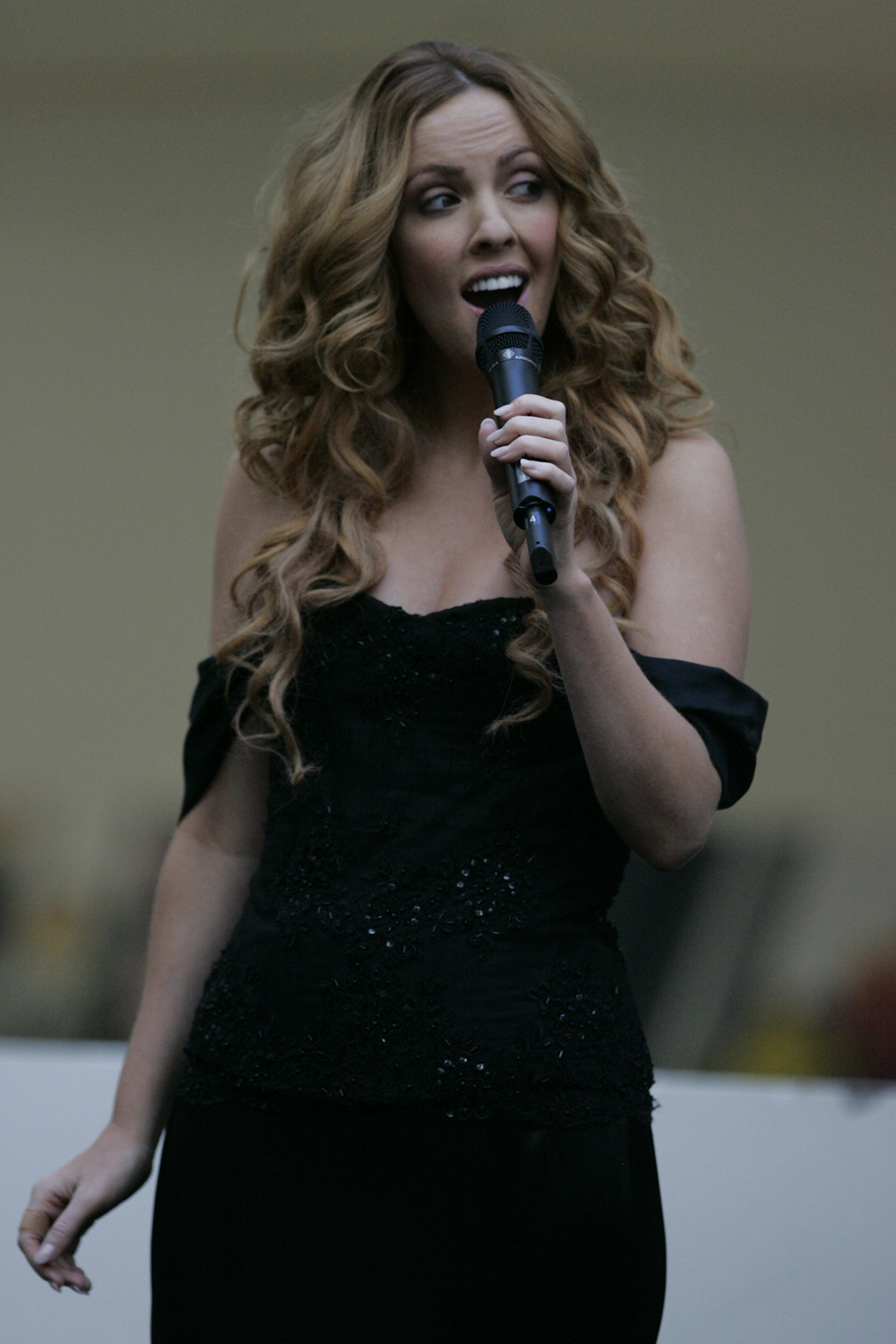
Lisa Lambe

Celtic Woman ha realizado varias giras en EE. UU., con presentaciones adicionales en otros países.
En el año 2005, Celtic Woman apareció en más de una docena de presentaciones en diferentes ciudades de EE. UU. con motivo del debut de su primer álbum. La gira se efectuó en dos partes.
En 2007 y 2008, el grupo visitó en dos nuevas ocasiones los EE. UU. con motivo de su nuevo álbum "A New Journey". A principios de abril de 2008 se anunció que The High Kings se uniría al grupo para el resto de la gira durante junio de 2008.
A finales de 2008, se anunció una nueva gira para el 2009: Isle of Hope, con una nueva mezcla de música original del compositor David Downes y Brendan Graham (autor de uno de los temas favoritos del grupo, "You Raise Me Up"), temas más modernos como "Fields of Gold" y "Have I Told You Lately That I Love You" y otros más tradicionales como "Danny Boy", "The Sky And The Dawn And The Sun" y "Spanish Lady". Esta gira finalizó el 22 de noviembre de 2009.
La gira siguiente, llamada Songs from the Heart Tour, volvió a incluir algunos de los mismos temas y otros temas nuevos. Comenzó en febrero de 2010. Durante esta gira, la cadena de televisión PBS preparó un concierto especial el 28 de noviembre de 2009 que fue grabado en alta definición en Powerscourt House e incluía una orquesta de 27 músicos, el coro Discovery Gospel, el coro Aontas, el grupo de tamborileros Extreme Rhythm y un coro de gaiteros.
En noviembre de 2010 se inició la gira Celtic Woman North American Tour y a principios del 2011 Celtic Woman Australian Tour.
Tras la marcha de Lynn, una segunda gira de "Songs From The Heart" empezó en febrero de 2011 con las tres cantantes restantes (Agnew, Kelly y Lambe) y la violinista (Nesbitt). En esta segunda edición se representaron unos 80 conciertos en América del Norte y tuvo lugar durante la primavera de 2011 y 10 más en Alemania y Austria durante el verano de ese mismo año.
A finales de ese mismo año, en diciembre, tuvo lugar una corta gira sinfónica con canciones de su álbum "A Christmas Celebration".

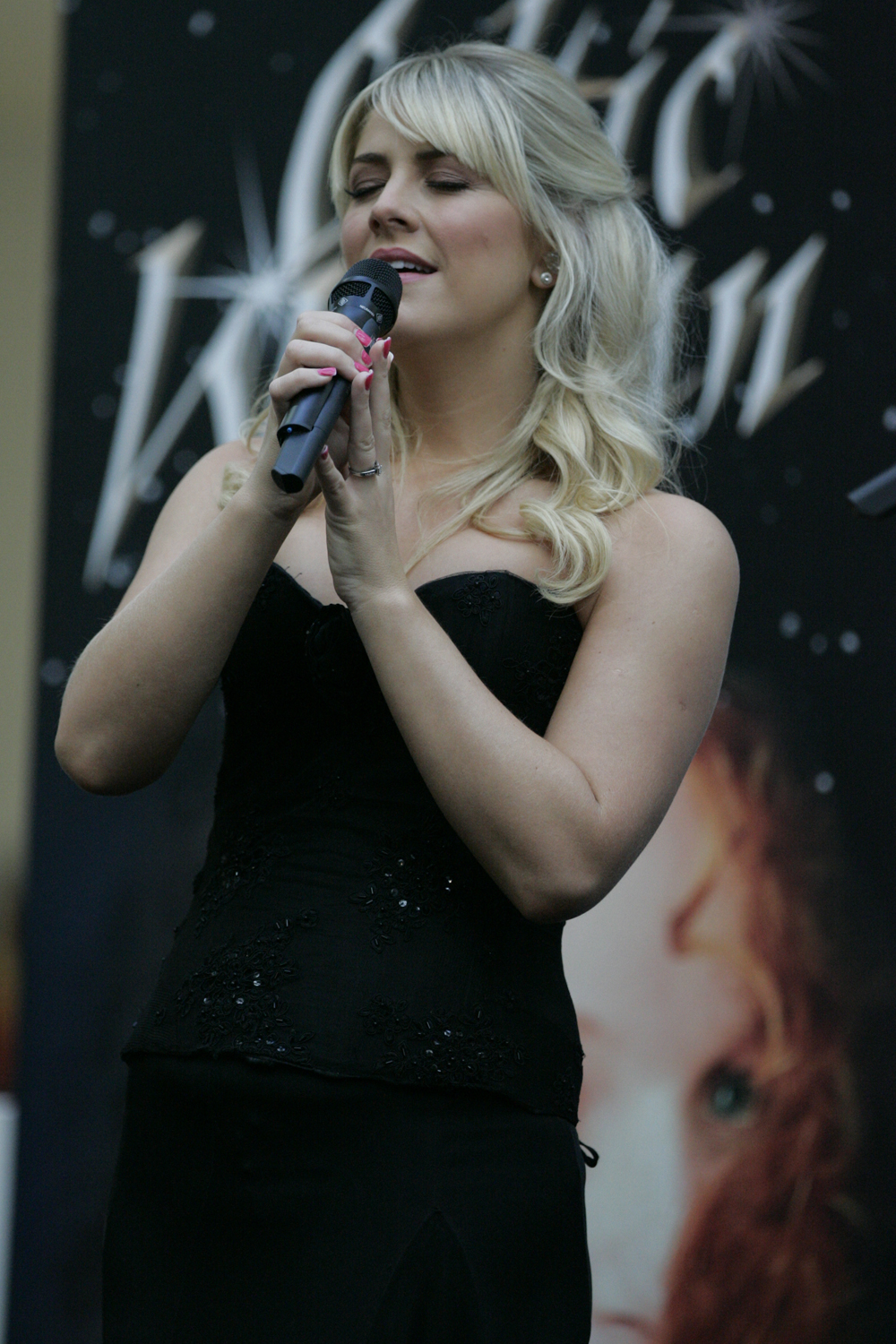
Susan McFadden

Posteriormente se planificó la gira con motivo de su nuevo álbum de estudio de 2012, Believe.
Tuvo lugar entre febrero y abril de 2012 en EE. UU. y posteriormente en Europa entre mayo y junio de 2012. Durante la gira, Lisa Kelly, que estaba esperando su cuarto hijo, no participó y fue reemplazada por Susan McFadden, hermana del anterior miembro del grupo Westlife, Brian McFadden. La gira de año 2012 las trajo nuevamente a EE. UU. entre febrero de 2012 y abril de ese mismo año. Se programó una nueva gira para Australia en septiembre de 2013 y otra vez Europa en octubre de 2013, para finalizar de nuevo en EE. UU. en diciembre de 2013.
Durante la temporada de Navidades de 2012, una nueva gira corta sinfónica, con Agnew, Lambe, Nesbitt y McFadden tuvo lugar. La gira comenzó el 1 de diciembre y continuó hasta el 22 de ese mismo mes.
Durante 2014 realizaron la popular gira musical The Emerald Tour la cual nueva y continuamente las llevó por Norteamérica y Europa. Para septiembre del mismo año se presentaron exclusivamente en Brasil como parte del tour debido a la alta demanda del público brasileño. Originalmente se habían acordado presentaciones para los días 3, 4 y 5 pero la altísima demanda del público obligó a fijar dos nuevas fechas consecutivas para los días 6 y 7 de septiembre. Las presentaciones resultaron ser todo un éxito.
Con motivo de la celebración por sus 10 años desde la creación del grupo, Celtic Woman anuncia la planificación de la gira mundial 10th Anniversary World Tour. La gira se llevó a cabo desde noviembre de 2014 hasta noviembre de 2015. En su paso por Australia estuvieron acompañadas del conjunto The Celtic Tenors. En 2016 inician su nueva gira Destiny World Tour. En su primera etapa las llevó a visitar gran parte del Viejo Continente, posteriormente llevaron su espectáculo a las principales ciudades de Estados Unidos y para septiembre de 2016 anunciaron dos nuevas fechas para Sudáfrica y en octubre de 2016 visitaron China y Corea del Sur.
En marzo de 2017 comienzan su nueva gira «Voices of Angels» que, en su primera etapa hasta finales de junio, las llevó a recorrer nuevamente gran parte de Estados Unidos, presentando nuevas performances"' de los destacados temas de su última producción de estudio «Voices of Angels»; como My Heart Will Go On y Con te partirò.
En marzo de 2018 comienza su gira "Homecoming", nuevamente recorriendo los Estados Unidos hasta junio del mismo año. El 16 de agosto de 2018 se anunció a una nueva integrante en la agrupación, la joven soprano irlandesa Megan Walsh, quien, con 21 años, se convierte en la integrante más joven del conjunto. Walsh hará su debut con el grupo en el nuevo concierto y especial de PBS, a grabarse en septiembre. También participará en el nuevo álbum de estudio de Celtic Woman, a lanzarse a fin de año.

## Membresía
La siguiente es una tabla con datos exactos acerca de los períodos de tiempo en que cada integrante de Celtic Woman ha permanecido en el grupo. La medición está actualizada al 31 de diciembre de 2017.
El 11 de julio de 2016 la exintegrante de Celtic Woman, Alex Sharpe anunció por medio de sus redes sociales la formación de un nuevo conjunto musical llamado CaraNua. Este nuevo prospecto artístico está formado por Alex, la otra exintegrante Lynn Hilary y la exintegrante del coro de CW, Edel Murphy.

## Discografía
El grupo ha lanzado varios álbumes que a su vez presentaban en directo y han tenido el mismo número de giras mundiales. Como también recopilaciones exclusivas para ciertas regiones del mundo como es el caso de su disco A Celtic Christmas

### Álbumes de estudio
- Celtic Woman CD & DVD (2005)
- A Christmas Celebration CD & DVD (2006)
- A New Journey CD & DVD (2007)
- The Greatest Journey CD & DVD (2008)
- Songs From The Heart CD & DVD (2010)
- Lullaby CD (2011)
- Believe CD & DVD (2012)
- Home For Christmas CD & DVD (2012)
- Emerald · Musical Gems CD & DVD (2014)
- Destiny CD & DVD (2015/2016)
- Voices of Angels CD (2016)
- Ancient Land CD & DVD (2018)
- The Magic of Christmas CD (2019)
- Postcards from Ireland CD & DVD (2021)

### Álbumes en vivo
- Homecoming - Live from Ireland CD & DVD (2018)

### Recopilatorios
- Songs From Solo Works CD (2005)
- An Irish Journey CD (2011)
- A Celtic Christmas CD (2011)
- Irish Songs CD (2012)
- Silent Night CD (2012)
- The Best Of Celtic Woman CD (2015)
- Fan Favorites: Celebrating 10 Years CD (2015)
- Celtic Woman Presents Solo CD (2015)
- Christmas CD (2015)
- The Best of Christmas CD (2017)
- Celebration: 15 Years of Music & Magic CD & DVD (2020)

### Colecciones
- The Collection — Five Solo Albums CD (2005)
- The Complete CD Colection CD (2007)
- Die Große Hit-Edition CD (2011)
- Decade 4 CD (2015)
- Hit Collection 4 CD (2018)

### EP
- Live EP CD (2005)
- O Christmas Tree CD (2014)
- Christmas Angels Digital (2016)
- Christmas Postcards from Ireland (2022).

### Colaboraciones con Artistas
- Song for the Mira — con Anne Murray (2006)
- A Celtic Family Christmas — con The High Kings (2008)
- I’m Counting on You — con Chris de Burgh (2012)
- Tír Na nÓg — con Oonagh (2015)
- Christmas Secrets — con Oonagh (2015)
- Beeswing — The Longest Johns (2021)